# Napheesa Collier
Napheesa Collier (O'Fallon, 23 september 1996) is een Amerikaans basketbalspeelster. Zij won met het Amerikaans basketbalteam de gouden medaille tijdens de Olympische Zomerspelen 2020 en de Olympische Zomerspelen 2024.
Collier speelde voor het team van de Universiteit van Connecticut, voordat zij in 2019 haar WNBA-debuut maakte bij de Minnesota Lynx. In 2022 tekende ze een nieuw meerjarig contract bij haar club.
Tijdens de Olympische Zomerspelen 2020 in Tokio won ze olympisch goud door  Japan te verslaan in de finale. In totaal speelde ze 6 wedstrijden tijdens de Spelen en wist alle wedstrijden te winnen. Ook won ze in 2014 tijdens de Olympische Jeugdspelen een gouden medaille in de variant 3×3-basketbal.